# Dictymetra laevigata
Dictymetra laevigata is een lintworm (Platyhelminthes; Cestoda). De worm is tweeslachtig. De soort leeft als parasiet in andere dieren.
Het geslacht Dictymetra, waarin de lintworm wordt geplaatst, wordt tot de familie Dilepididae gerekend. De wetenschappelijke naam van de soort werd voor het eerst geldig gepubliceerd in 1819 door Rudolphi.